# Aktie Openbaar Vervoer
Aktie Openbaar Vervoer was een televisieprogramma van de Vlaamse publieke omroep BRT, dat in het seizoen 1981-1982 en 1982-1983 in twee series van een aantal wekelijkse afleveringen werd uitgezonden in de vooravond op het eerste net. Enkele dagen later werd steeds een oude aflevering uit de vorige reeks herhaald op een middag. 
Aktie Openbaar Vervoer was een consumentenprogramma, specifiek voor Openbaar vervoer-reizigers. Het had ten doel het openbaar vervoer in Vlaanderen te verbeteren en promoten, maar ook om op te komen voor de belangen van de OV-reizigers en hen te helpen bij klachten of problemen. Verder waren er ook reportages en interviews met deskundigen uit de OV-wereld. Het programma duurde een half uur en werd gepresenteerd door onder meer Liliane De Wever en Frans Frederickx, welke laatste tevens de producer was. Bij de beginmelodie kwam een gestileerde trein driemaal in beeld en bij de eindmelodie waren het twee trams, een bus en een metro. Op 29 mei 1983 was er onder meer een reportage over "de charme van de Kusttram" te zien. 
Op 2 oktober 1983 werd als finale van het programma de TreinTramBusdag ("TTB-dag") georganiseerd, in samenwerking met de Bond van Trein-, Tram- en Busgebruikers. Daarbij kon men voordelig één dag onbeperkt door heel België reizen met het openbaar vervoer. Deze dag werd een jaarlijkse traditie en werd tot en met 2006 ieder jaar georganiseerd op de eerste zaterdag van oktober.   